# Solieria ruralis
Solieria ruralis là một loài ruồi trong họ Tachinidae.